# Milwaukee Admirals
Milwaukee Admirals är en ishockeyklubb som spelar i farmarligan American Hockey League (AHL) tidigare i IHL. Klubben är hemmahörande i Milwaukee i Wisconsin i USA.
Moderklubb är Nashville Predators.